# Otto Potsch
Otto Potsch (* 20. September 1938 in Wien; † 1. März 2022 in Wolkersdorf im Weinviertel, Niederösterreich)  war ein österreichischer Bildhauer, Maler, Musiker, Fotograf, Gründer des Felsenmuseums Bernstein und Drechslermeister. Er war als bildender Künstler Autodidakt und lebte in Wolkersdorf im Weinviertel.

## Leben

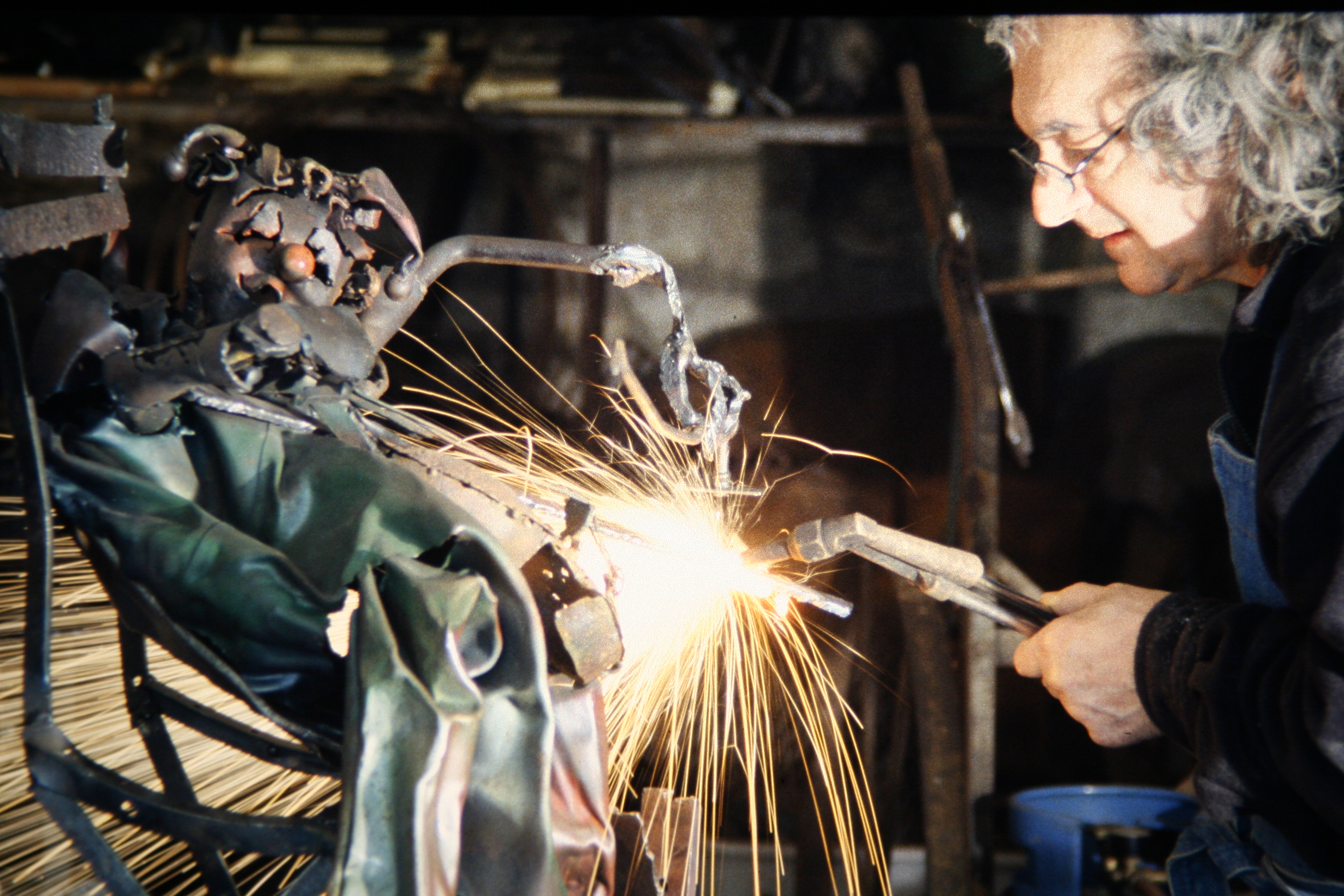
Bei der Arbeit an einer Eisenskulptur

Von 1952 bis 1955 erlernte Otto Potsch den Beruf des Drechslers bei dem Wiener Elfenbeinbildhauer und Galanteriewaren-Drechsler Josef Träger. Dort lernte er die Bearbeitung von Elfenbein, Horn, Schildpatt und Bernstein. Während des 3. Lehrjahres besuche Potsch als Gastschüler die Akademie der bildenden Künste in Wien bei Gerda Matejka-Felden und später auch bei Rheo Martin Pedrazza.
Potsch wurde 1957 von seinem späteren Schwiegervater Josef Piringer beauftragt, für dessen Edelserpentin-Schleiferei in Bernstein, Burgenland aus dem dort vorkommenden Edelserpentin Skulpturen zu fertigen. Potsch entdeckte seine Vorliebe für Tierskulpturen.
1960 legte Potsch die Meisterprüfung für das Drechslergewerbe ab und begann in seiner Heimatgemeinde Wolkersdorf mit dem Broterwerb für seine Familie. Er erhielt eine Auftragsarbeit von einer Wiener Pfeifenfabrik über die Produktion von 5.000 Kalebassenpfeifen, letztendlich wurden es in den darauffolgenden Jahren über 80.000 Stück.
1966 gründete er in Wolkersdorf seine erste Kunstwerkstätte. Eine weitere Kunstwerkstätte mit dazugehörigem Verkaufsgeschäft wurde 1967 in Bernstein errichtet. Es entstanden zahlreiche Skulpturen aus Edelserpentin.
In Potsch reifte die Idee, ein Museum als Gesamtkunstwerk zu errichten. Nach vierjähriger Bauzeit schuf er 1981 das Felsenmuseum in Bernstein. Die Errichtung erfolgte ausschließlich durch Eigenmittel.
Otto Potsch beschäftigte sich auch mit der Malerei. 1983 und 1984 folgten Studienreisen mit Heinrich C. Berann nach Korfu, in die Provence und die Toskana.
In Eigeninitiative erfolgte 1986 der Umbau der ehemaligen Stallungen im Schloss Wolkersdorf zu seiner Schlossgalerie, wo der Künstler bis zu seinem Tod arbeitete.

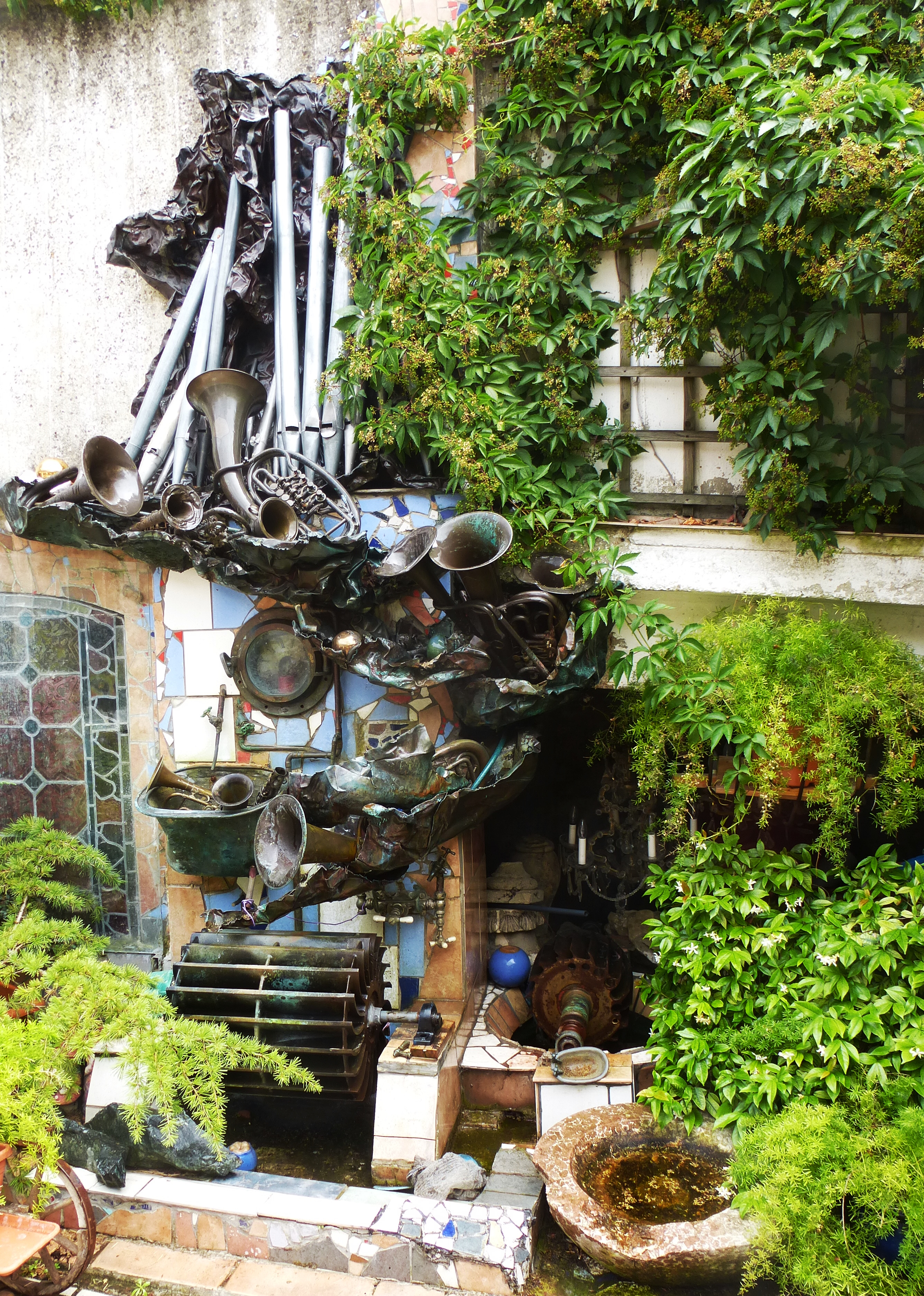
Einblick in den Innenhof des Wohnhauses in Wolkersdorf im Weinviertel

## Ehrungen, Briefmarken
- 2008: Goldener Ehrenring der Stadtgemeinde Wolkersdorf
- 2009: Philatelietag Bernstein 30. Dezember 2009, Briefmarke mit Motiv der Edelserpentin-Sphärenkugel
- 2018: Goldenes Ehrenzeichen für Verdienste um das Bundesland Niederösterreich
- 2018: Die Stadtgemeinde Wolkersdorf benannte eine Brücke nach Otto Potsch.

## Werke

### Bildhauerei

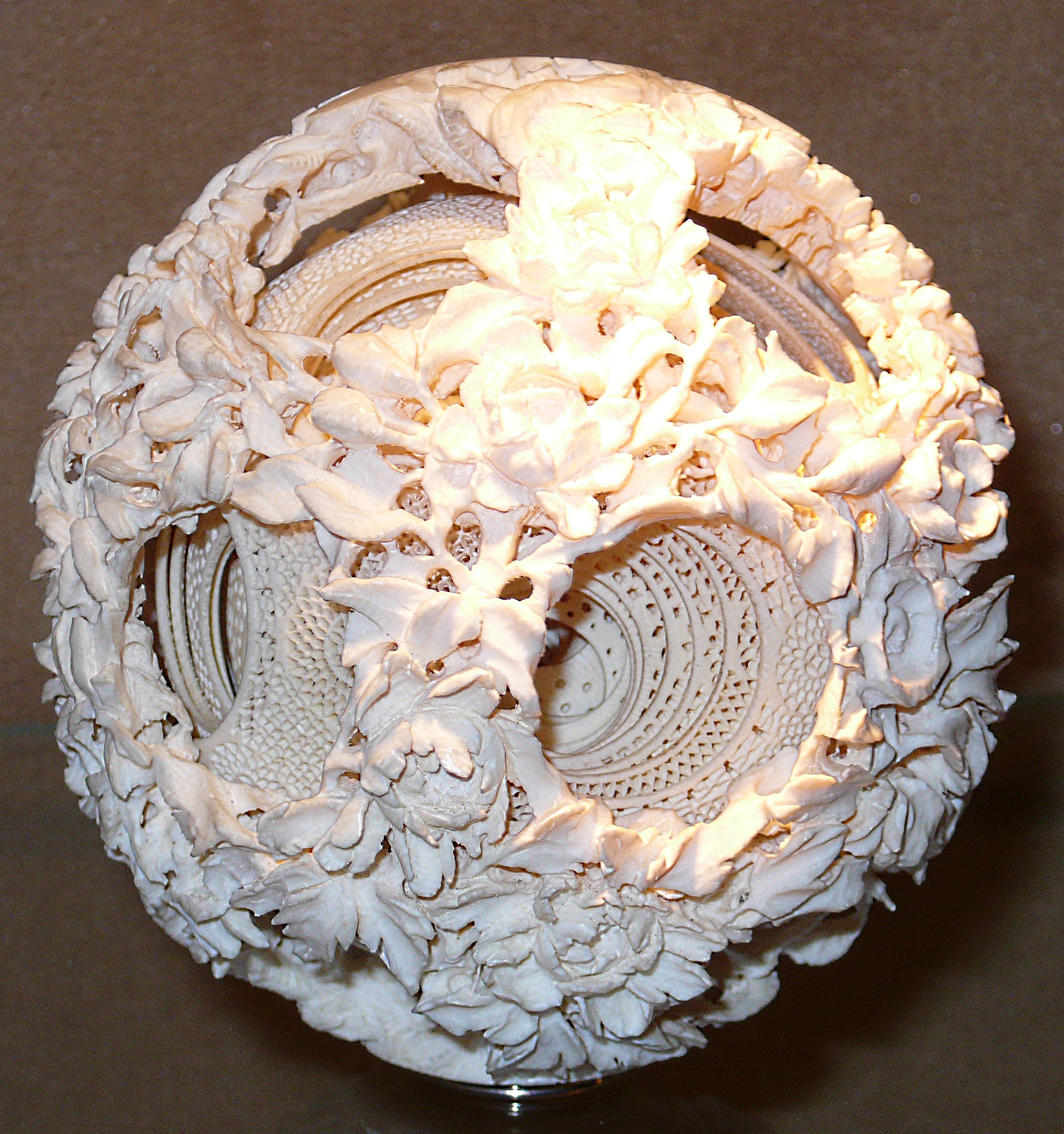
Sphärenkugel, gefertigt aus Elfenbein im Felsenmuseum in Bernstein

- 1957: Mit 19 Jahren schuf Potsch seine erste Sphärenkugel – Wunderkugel aus Elfenbein, mit der er in Fachkreisen großes Aufsehen erregte.
- Ab 1957 entstanden Skulpturen aus Edelserpentin.
- In den 1960er Jahren fertigte Potsch Tierskulpturen aus Holz für die Werkstätte Franz Hagenauer, Wien an.
- 1974: Potsch schuf die erste Sphärenkugel aus Edelserpentin, weitere folgten.
- 1988: Statue Hl. Martin, Lassee, NÖ
- 2006: Hl. Barbara aus Edelserpentin, Landesmuseum Eisenstadt
- 2017: Potsch schuf eine Sphärenkugel aus Baltischem Bernstein.

### Eisenarbeiten

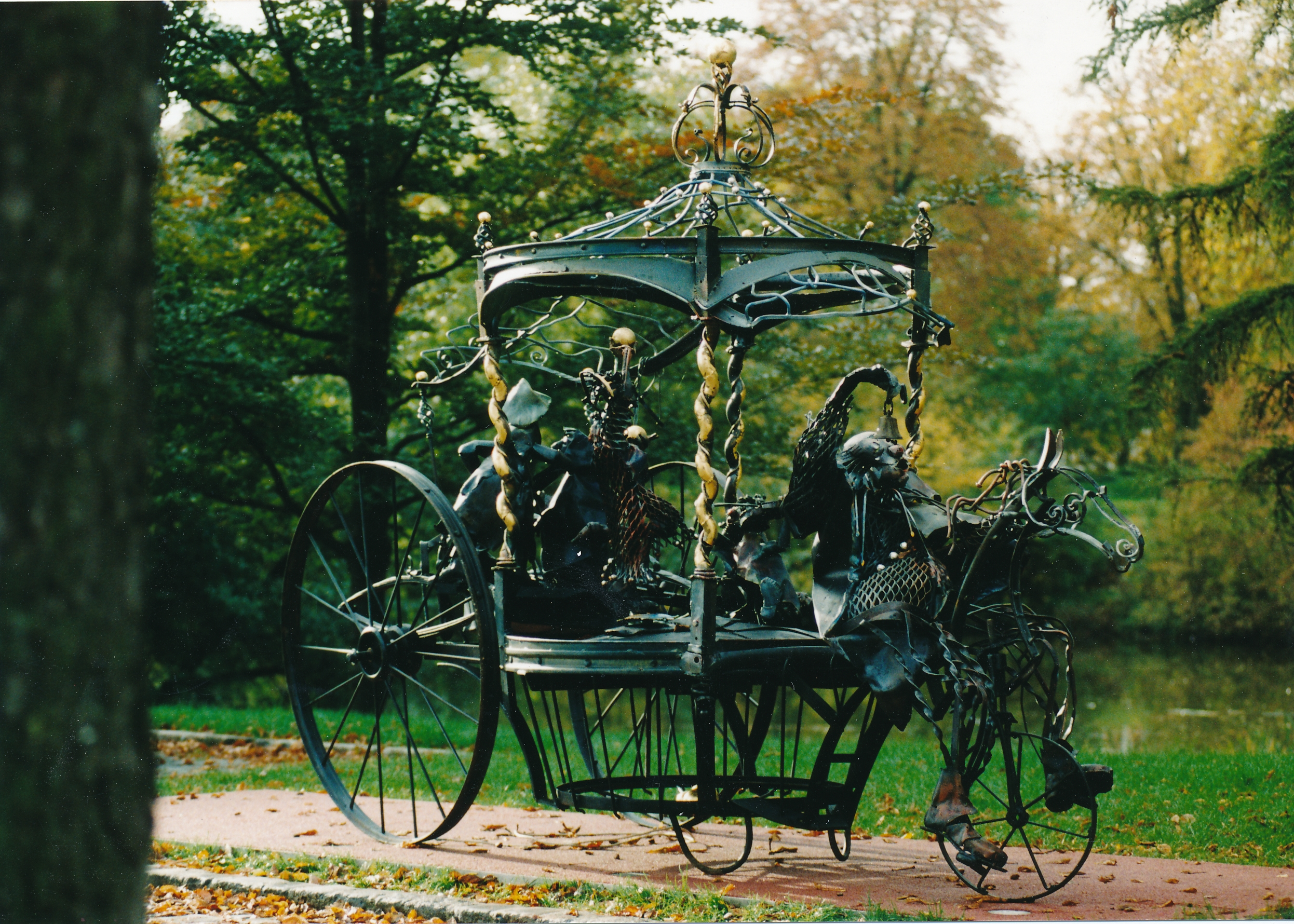
„Puppenspieler-Kutsche“ aus Alteisen (1998)

- Ab 1990 fertigte Potsch Skulpturen aus Alteisen.
- 1991: Don Quichote
- 1992: Klangschiff
- 1994: Fronleichnamsprozession
- 1995: Frau Korn – Die Weinviertlerin
- 1998: Puppenspieler-Kutsche in Mistelbach, anlässlich der 20. Internationalen Puppentage in Mistelbach
- 1999: Stadtbrunnen Wolkersdorf, anlässlich 30 Jahre Stadtgemeinde Wolkersdorf
- 1999: Sonne aus Alteisen in Bernstein, Burgenland, Hauptplatz, Planetenwanderweg
- 2002: Fideler Fiedler für Stadtgemeinde Wolkersdorf
- 2012: Hawelka-Denkmal in Mistelbach

### Inklusen-Fotografie

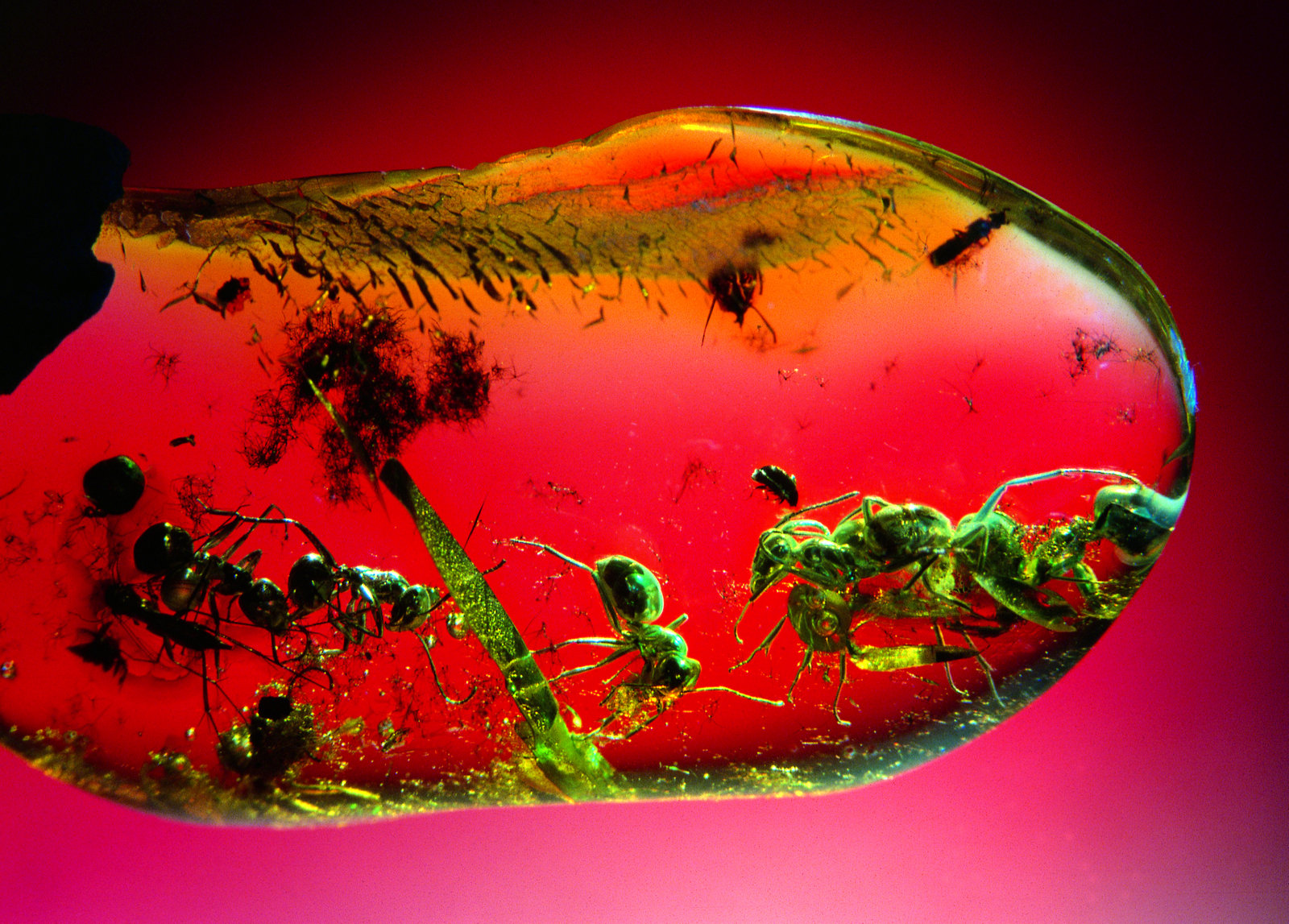
Inklusen im Baltischen Bernstein

Ab 2000 entstanden die ersten Makrofotografien über Einschlüsse in Baltischem Bernstein.

### Malerei

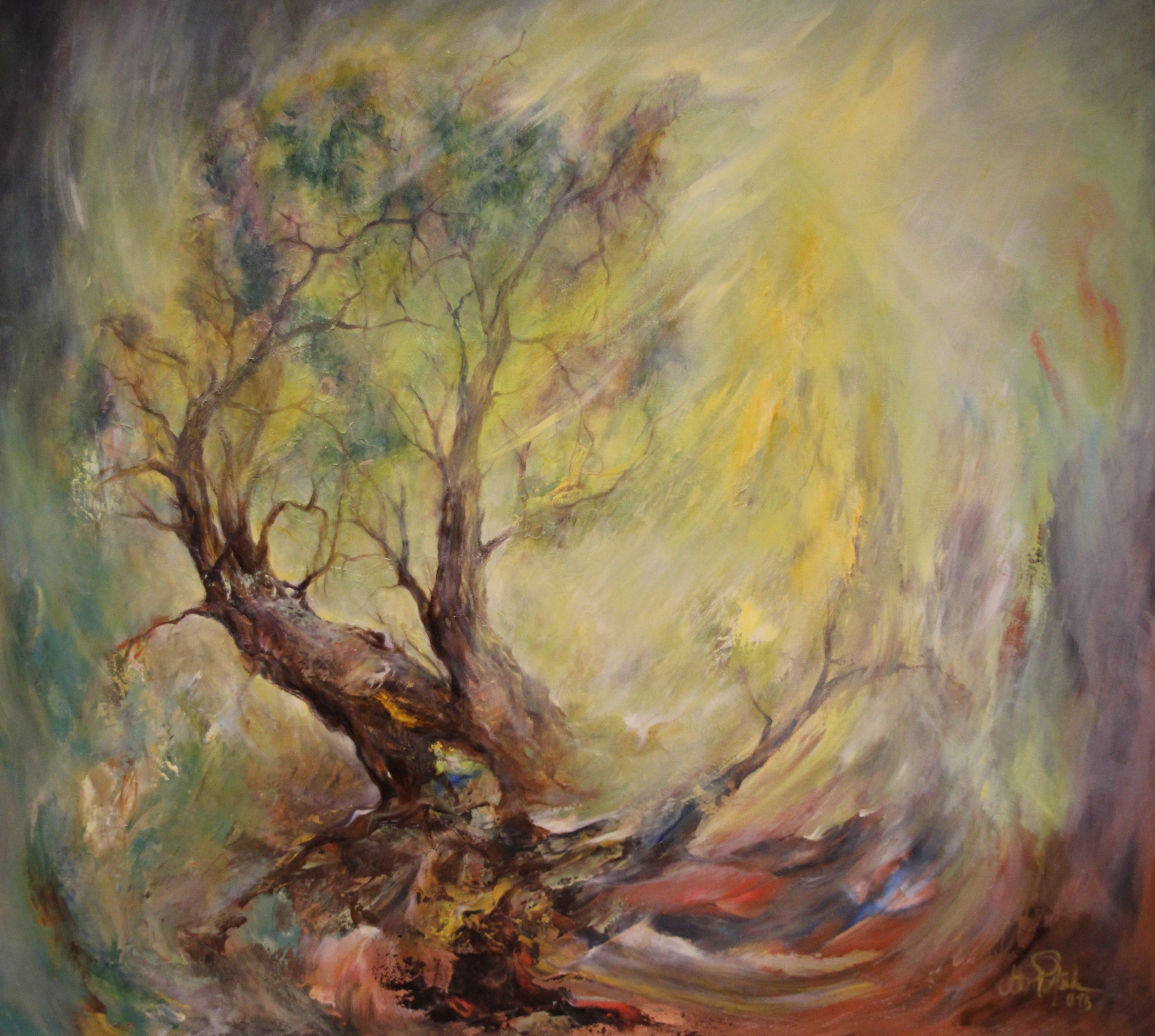
Öl auf Leinen (2009)

Viele seiner Werke befinden sich in privaten Sammlungen.

### Musik
- 2005: Sonne ich bin dein Mond, CD
- 2011: Bernstein, CD mit Buch Bernstein – Vom Anfang der Zeit
- 2012: Ave Maria, Uraufführung bei Benefizkonzert „Ave Maria für Maira“ am 26. September in der Peterskirche in Wien, gesungen von der Sopranistin Karin Wolfsbauer

### Galerie

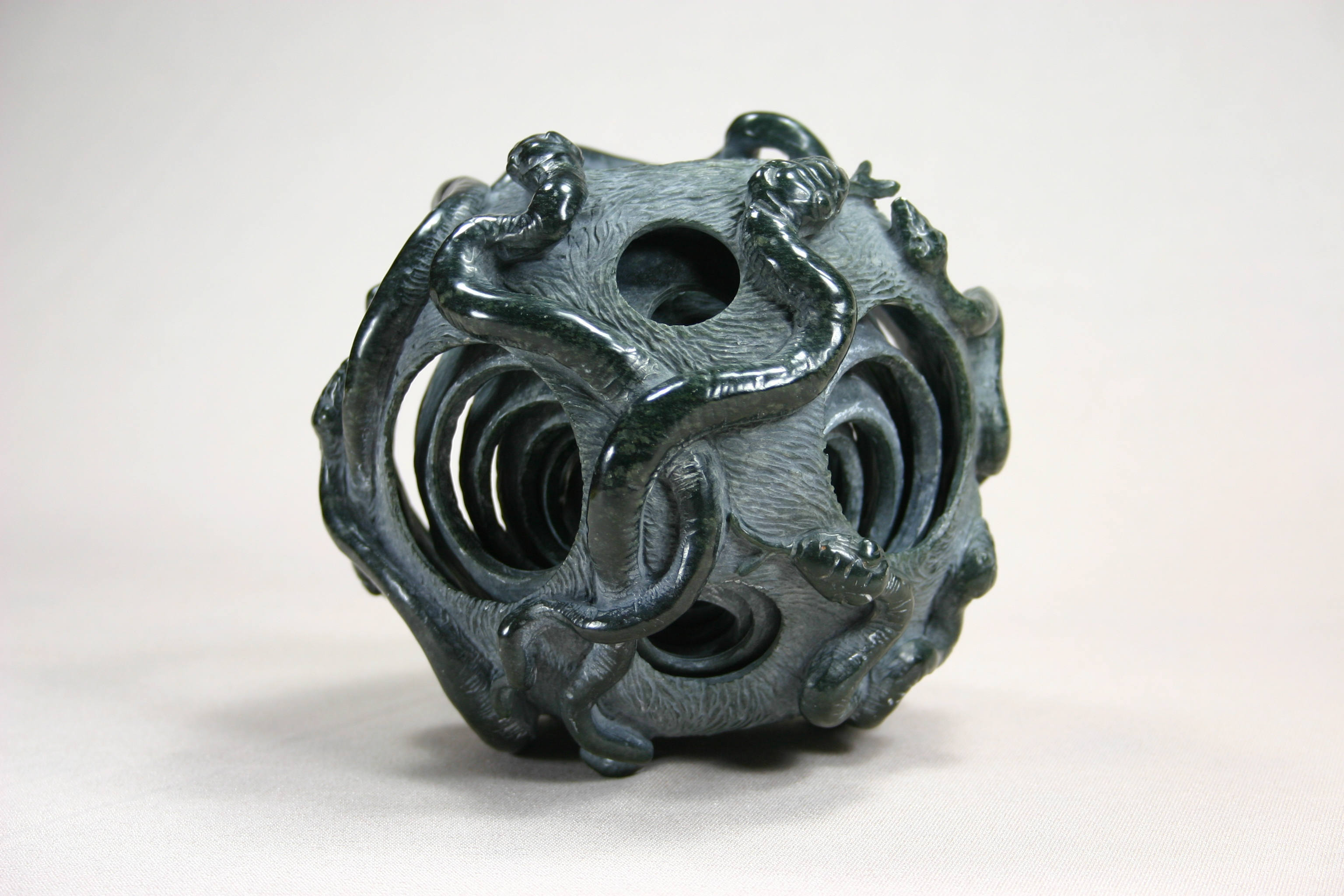
Sphärenkugel aus Edelserpentin (1987)
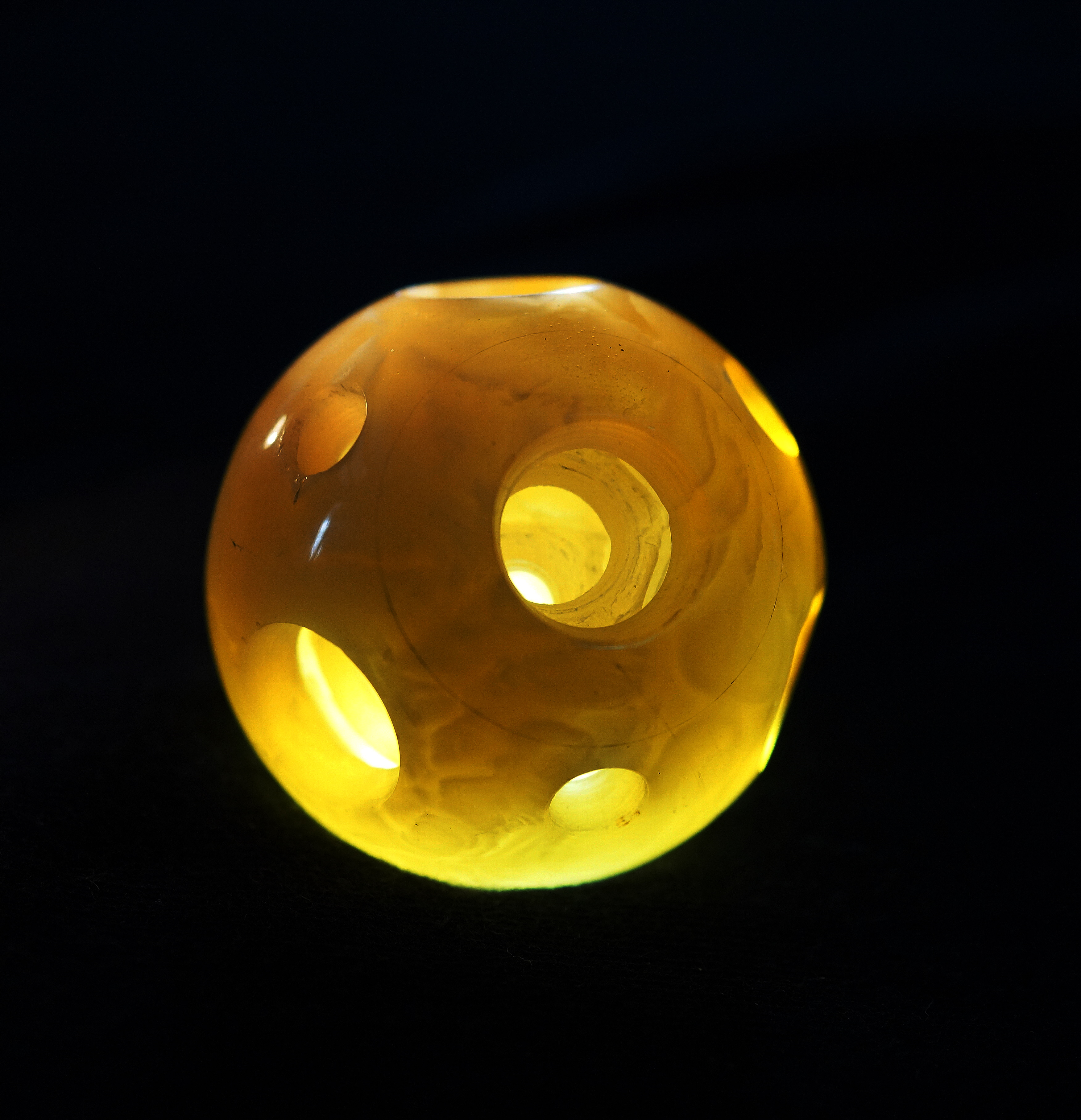
Sphärenkugel aus Baltischem Bernstein (2017)
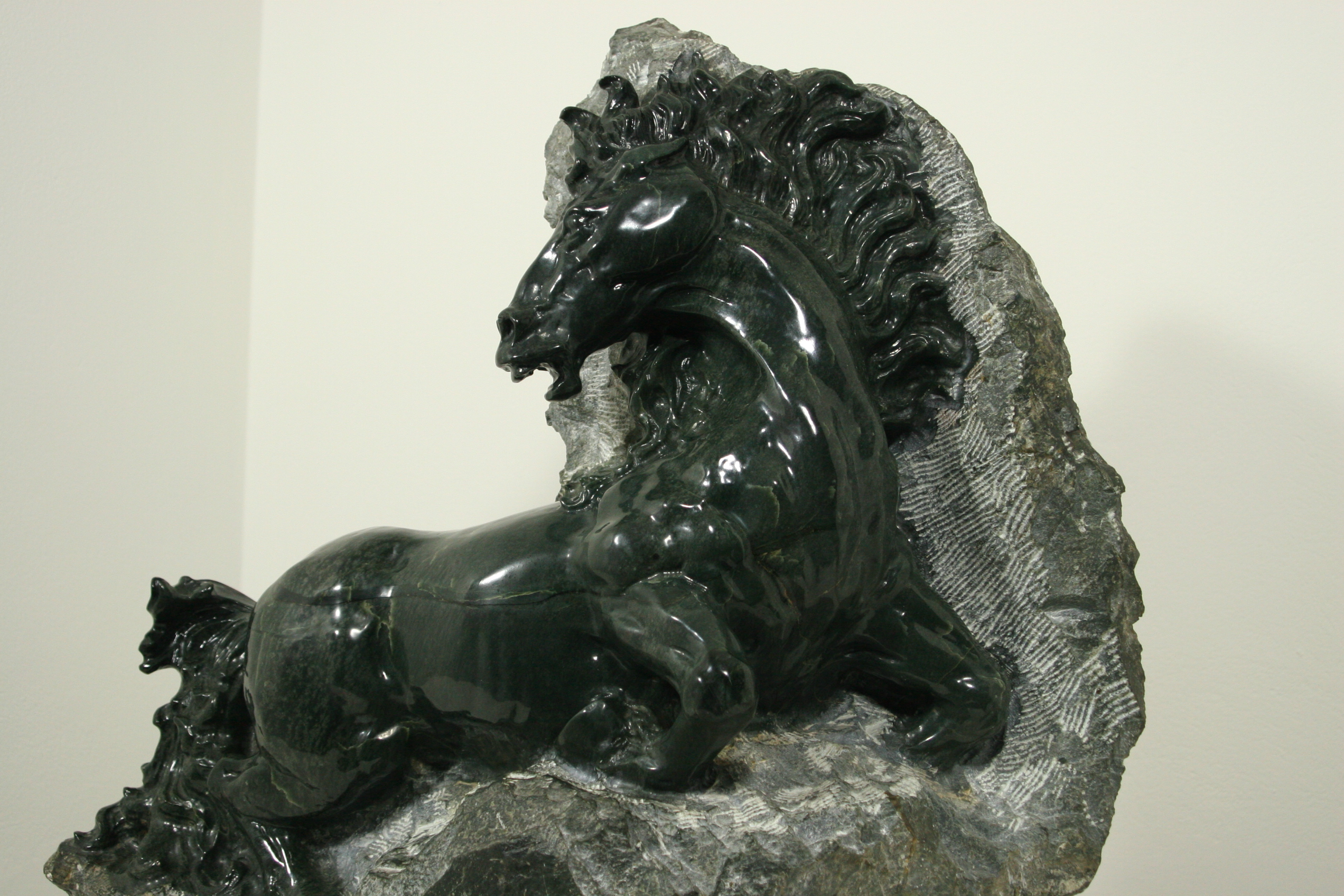
Pferdeskulptur aus Edelserpentin (1971)
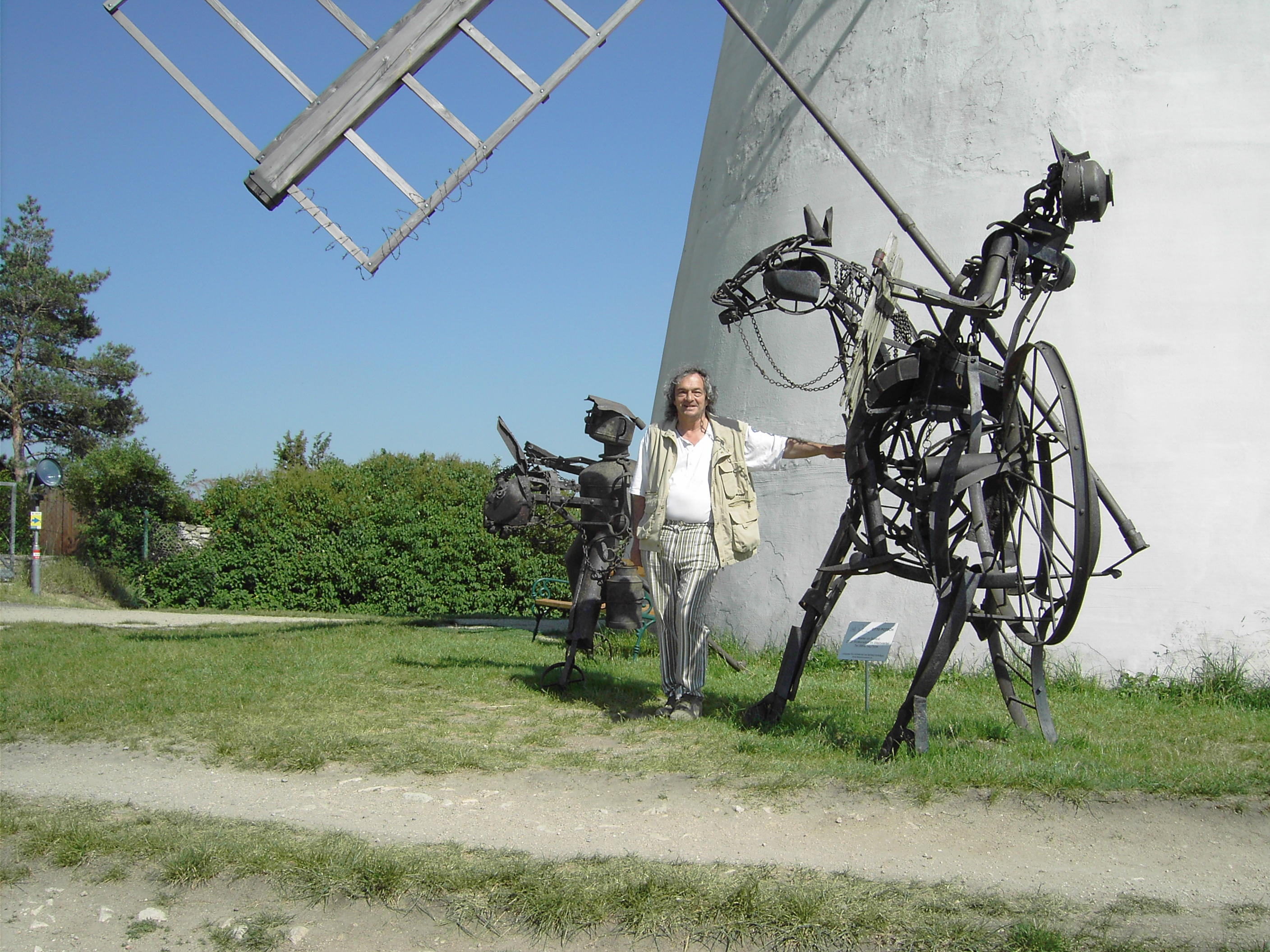
„Don Quijote und Sancho Panza“ aus Alteisen(1991)
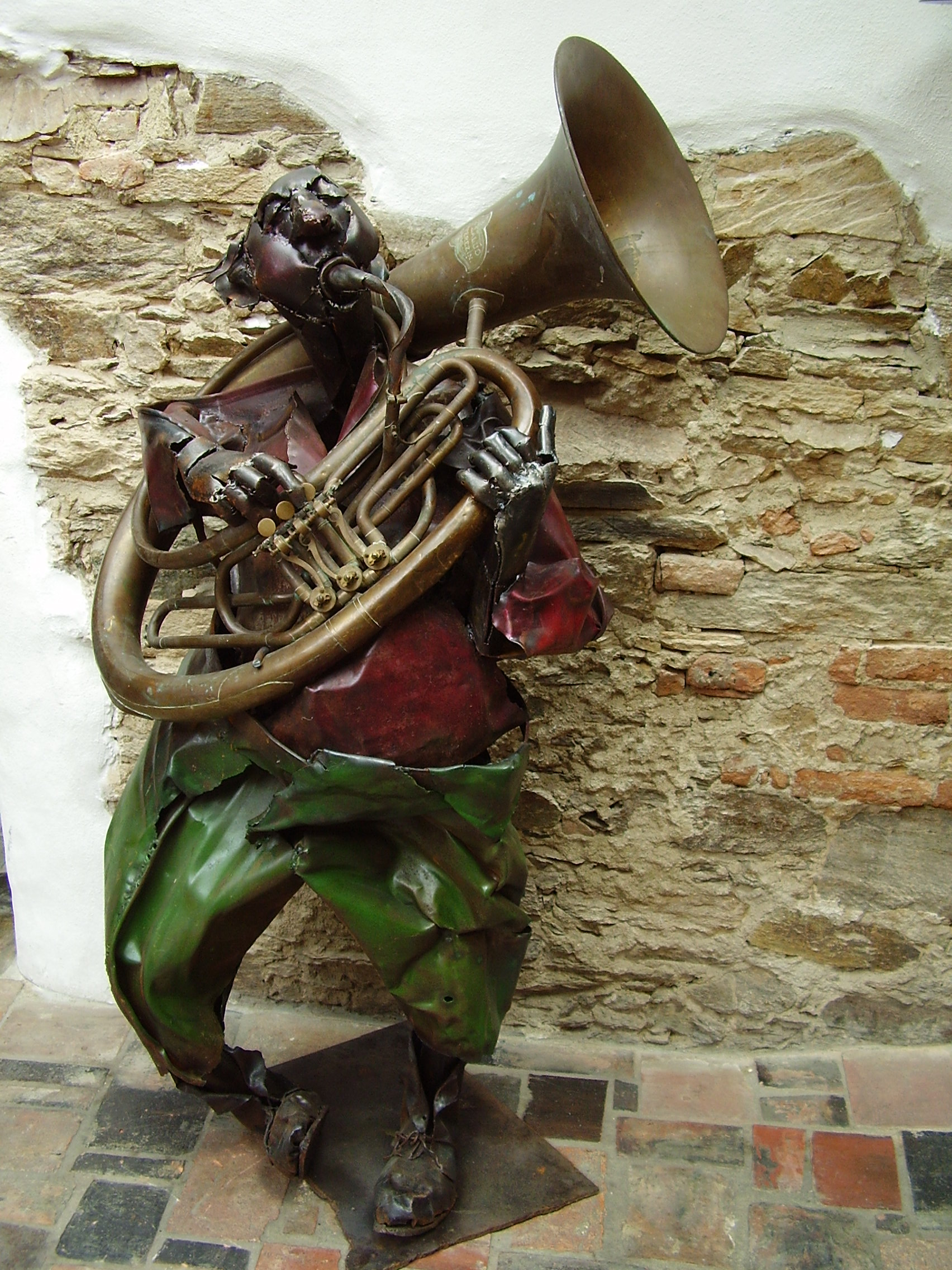
Bläser aus Alteisen
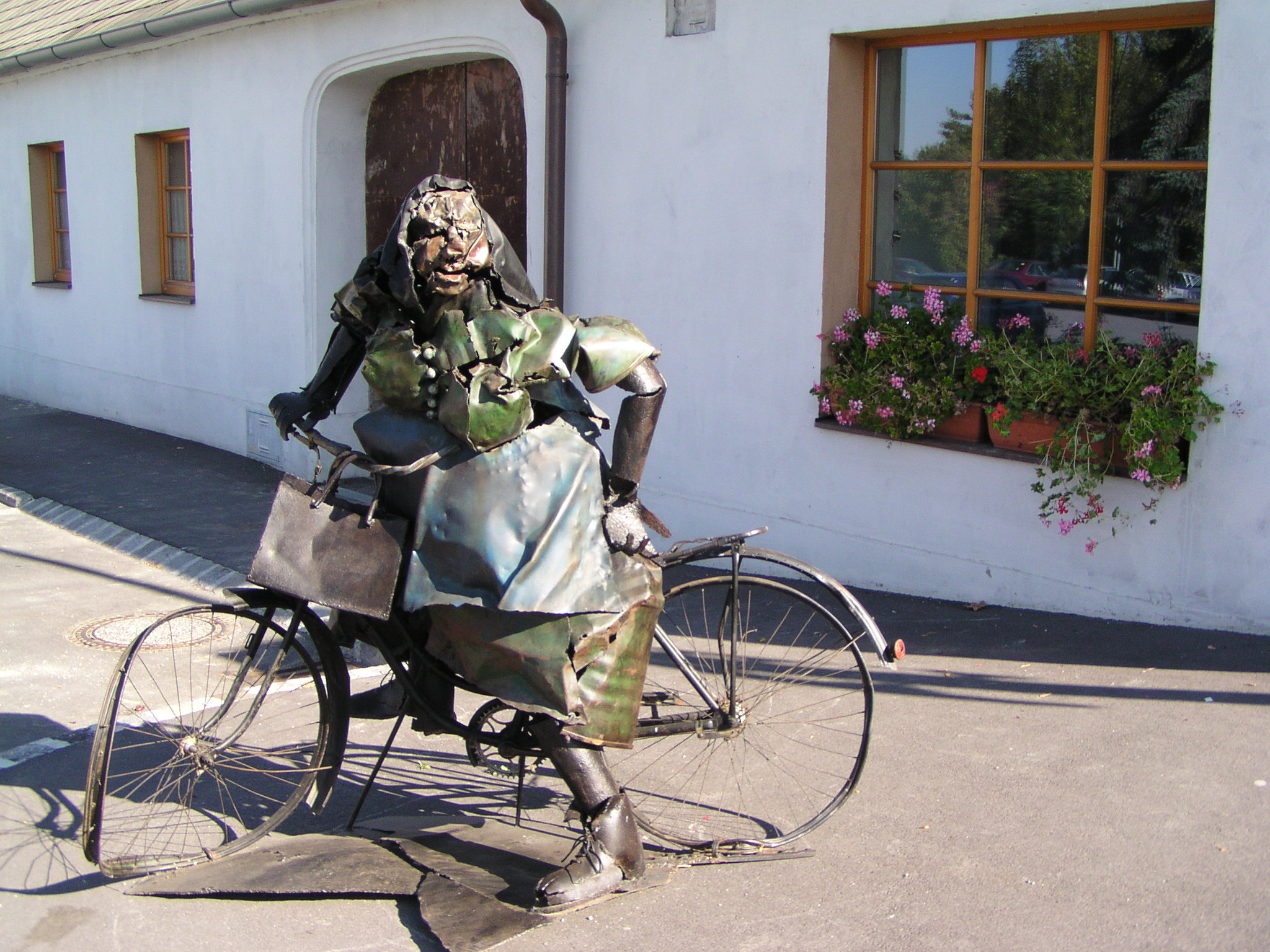
Die Weinviertlerin aus Alteisen (1995)
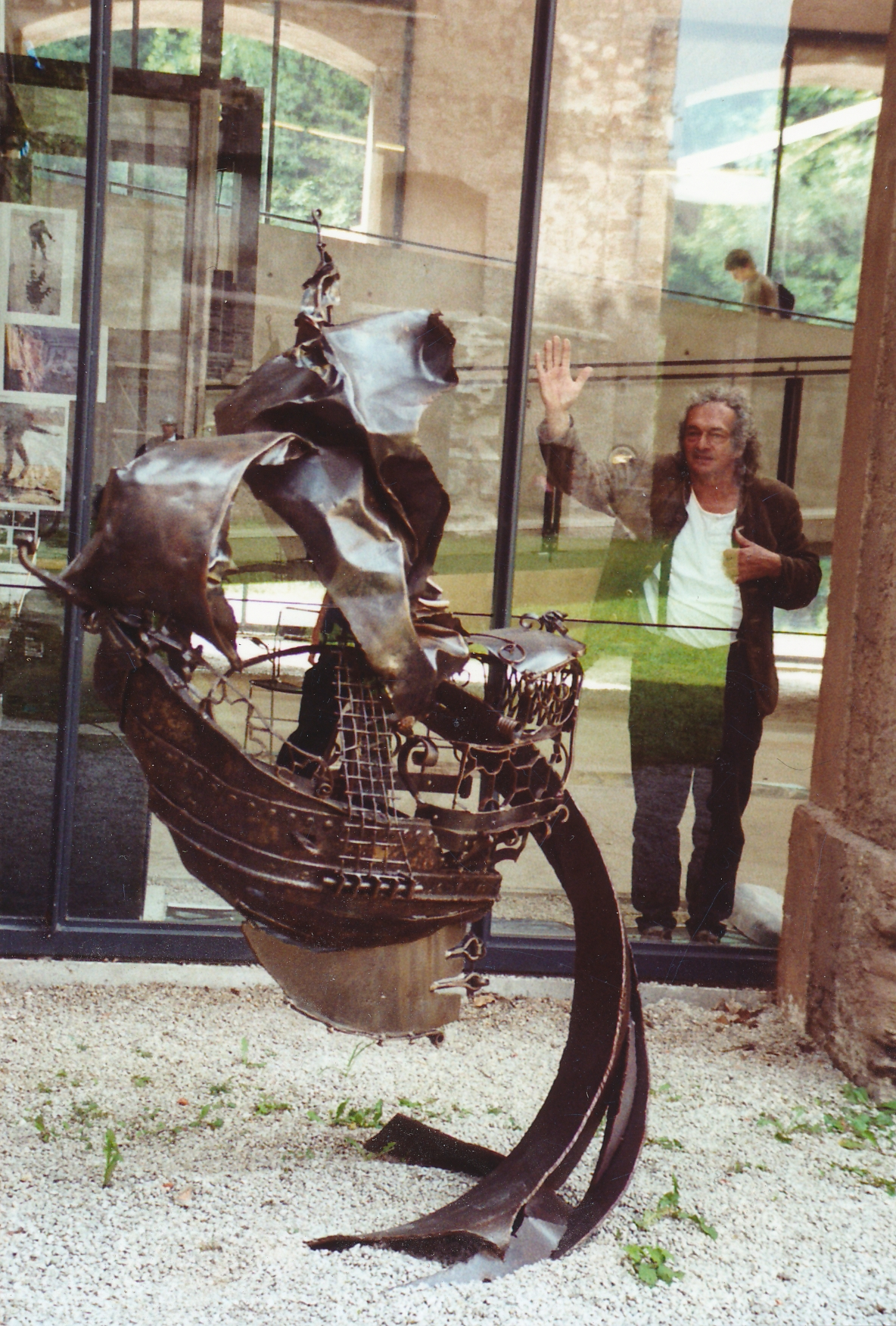
Schiff aus Alteisen (2002)
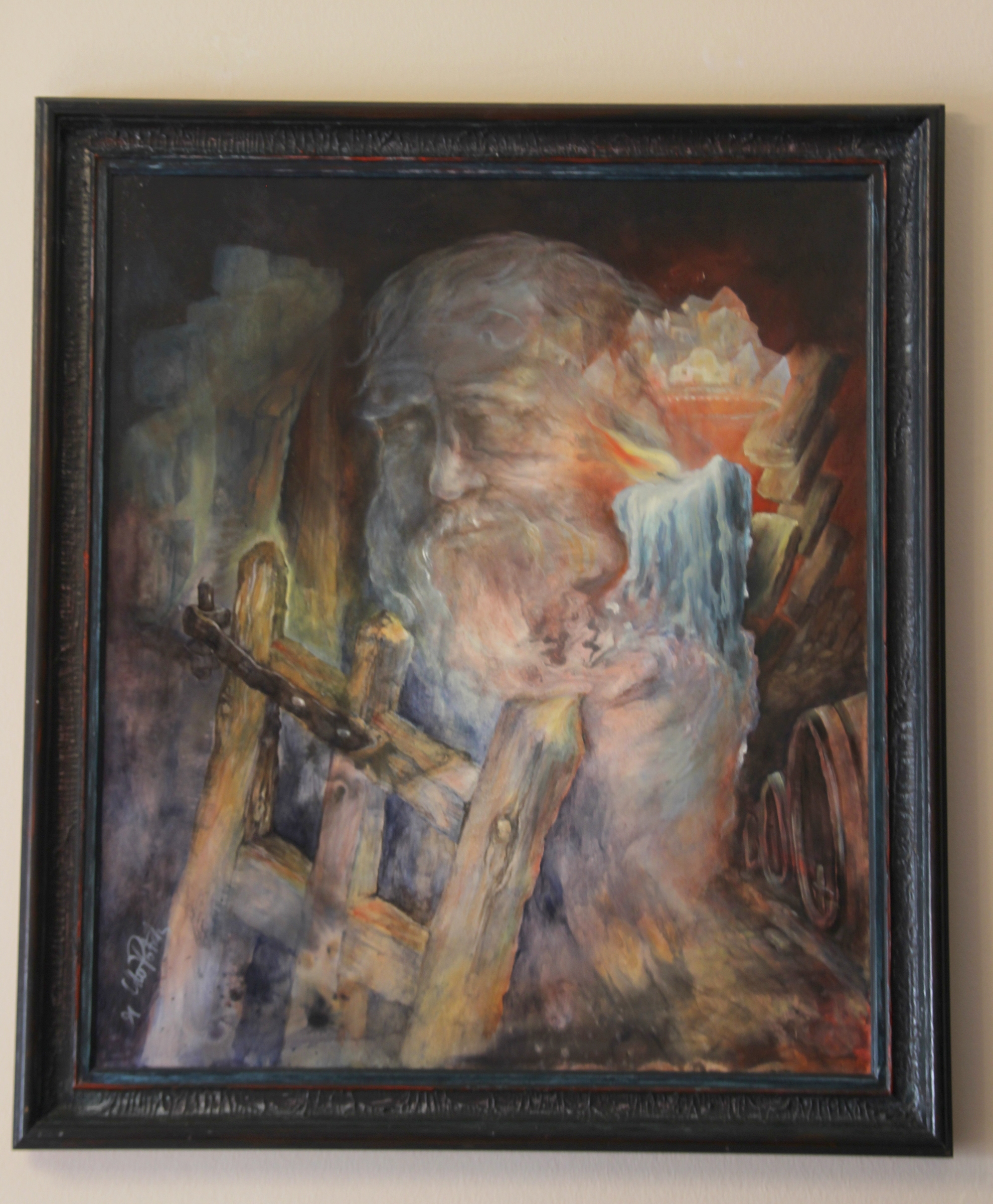
Öl auf Leinen (1991)

## Ausstellungen
- 1960: Graz, Jubiläumsausstellung Kunstverein Steiermark
- 1971: Zürich
- 1984: Rom
- 1989: Moskau
- 1989: Kasachstan, Alma Ata
- 1991: Mistelbach, Barockschlössl[3]
- 1994: Groß-Schweinbarth, NÖ Museum für Volkskultur, Trophäenschau[3]
- 1996: Mistelbach, Barockschlössl, Skulpturen aus Alteisen[4]
- 1996: ÖBB Sonderzug, Die Rollende Galerie
- 1996: Mariazell
- 1998: Scheibbs, Pulverturm
- 1998: Mistelbach, Barockschlössl, Blau-Gelbe Viertelgalerie, 20. Internationale Puppenspielertage
- 2000: Tulln
- 2000: Groß-Schweinbarth, Museum[3]
- 2001: Bad Hall, öffentlicher Raum, Sagenhaft[3]
- 2002–2012: Groß-Schweinbarth, Inclusen-Fotos
- 2002: Biennale-Austria 2002
- 2002: Mistelbach, Barockschlössl, In Bernstein erstarrt[5]
- 2002: Bratislava, SK, Kulturinstitut, In Bernstein erstarrt
- 2002: Ostrava, CZ, Tatramuseum, In Bernstein erstarrt
- 2003: St. Pölten, Landhausgalerie Ausstellungsbrücke, Die Suche nach dem Wesentlichen[3]
- 2003: Bratislava, SK, Österr. Kulturzentrum[6]
- 2004: Prag, Burg, Österr. Botschaft
- 2004: Brünn, CZ
- 2005: Trebic, CZ, Galerie Hintere Synagoge[7]
- 2006: Biennale-Austria 2006[3]
- 2006: Schönberg/Kamp, Die Suche nach dem Wesentlichen
- 2007: Koprivnice, CZ, Museum Sustal Villa[8]
- 2007: Rothenburg ob der Tauber, DE
- 2008: Eisenstadt, Landesmuseum, Der Bernsteinmagier[9]
- 2008: Szombathely, HU, Internat. zeitgenössische Skulpturenausstellung
- 2013: Halbturn, Schloss, Museum, Ausstellung Bernstein – Das Gold des Nordens
- 2016, 2017: Bernstein, Felsenmuseum, Sonderausstellung Poesie in Eisen und Farbe
- ab 2014: Bernstein, Felsenmuseum, Dauerausstellung Otto Potsch – Lebenswerk, Werke von 1960 bis 2014[3]
- 2015: Maissau, Amethystwelt, Sonderausstellung Faszination Bernstein – Die Tränen der Götter
- 2016: Leingarten, DE, Museum Altes Rathaus, Sonderausstellung Bernstein – Vom Anfang der Zeit
- 2018: Bernstein, Felsenmuseum, „… und sie drehen sich doch“